# Chlorophorus tredecimmaculatus
Chlorophorus tredecimmaculatus là một loài bọ cánh cứng trong họ Cerambycidae.